# George de La Hèle
George de La Hèle, o simplement Hèle (Anvers, Marquesat d'Anvers, 1547 - Madrid, Espanya, 27 d'agost de 1586) fou un músic de l'escola francoflamenca actiu a Espanya. Infant de cor en la col·legiata de Soignies, el 1560 se'l veu figurar amb el mateix càrrec en la capella reial de Madrid, en la que hi va romandre deu anys. Tornat a la seva pàtria el 1570, aconseguí la plaça de mestre de capella dels infants de cor de la catedral de Tournai i el 1578 la de mestre de capella d'aquesta. El 1580 fou cridat per Felip II per a ocupar el mateix càrrec a Madrid que encara desenvolupava el 1590. La majoria de les obres que va escriure en Espanya es perderen en un incendi, però restà una magnífica col·lecció de misses titulades Octo Missae, quinqué, sex et septem vocum (Anvers, 1578), totes de gran mèrit i que ubiquen al seu autor entre els millors músics belgues, segons opinió de Fétis. Entre les seves composicions de menor importància figuren motets i cançons premiades en diferents concursos.